# ستيفن وايت (كاتب)
ستيفن وايت (بالإنجليزية: Stephen White)‏ هو كاتب أمريكي، ولد في 1951 في لونغ آيلند في الولايات المتحدة.